# Дома 1205 км
Дома 1205 км (рос. Дома 1205 км) — починок в Балезінському районі Удмуртії, Росія.

## Населення
Населення — 18 осіб (2010; 23 в 2002).
Національний склад станом на 2002 рік:
- удмурти — 100 %